# Шутов, Николай Фёдорович
Никола́й Фёдорович Шу́тов (4 августа 1921, Новая Майна, Самарская губерния — 4 октября 1942, Муратовка, Куйбышевская область) — советский лётчик-истребитель, участник Великой Отечественной войны, совершивший таран вражеского самолёта.

## Биография

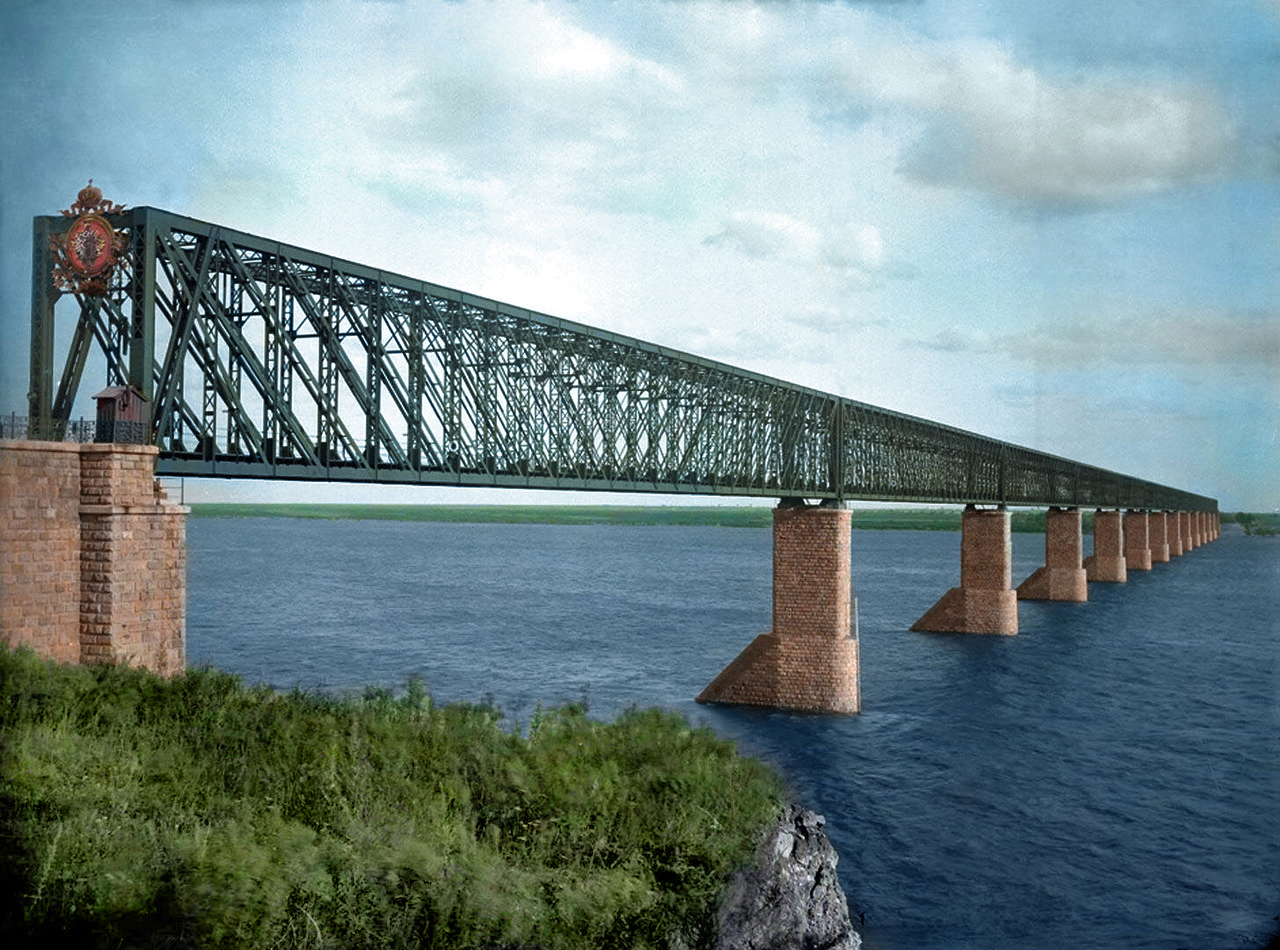
Сызранский мост

Родился в селе Новая Майна (ныне — в Мелекесском районе Ульяновской области). Отец, Фёдор Егорович, был конюхом, мать, Наталья Владимировна, — дояркой. Николай окончил семилетнюю школу в Новой Майне, среднюю школу в Мелекессе и фабрично-заводское училище при Куйбышевском заводе имени Масленникова. Работал на ЗИМе токарем-автоматчиком, одновременно учился в Куйбышевском аэроклубе. Член ВЛКСМ.
В 1940 году был призван в Красную армию, направлен на учёбу в Черниговское военное училище лётчиков, которое окончил в 1942 году. В мае 1942 года получил назначение в 802-й истребительный авиаполк 141-й истребительной авиадивизии Куйбышевского дивизионного района ПВО, базировавшийся в Сызрани и прикрывавший с воздуха Сызранский железнодорожный мост.
Освоил МиГ-3, совершил 26 вылетов на патрулирование и перехват и поиск противника, но добиться побед не удавалось. 25 сентября 1942 года вступил в первый воздушный бой, атаковал вражеский разведывательный Ju-88. Сбить противника Николаю не удалось, а вот его истребитель был повреждён в бою, но Николай успешно приземлился даже с неисправным двигателем.

## Таран

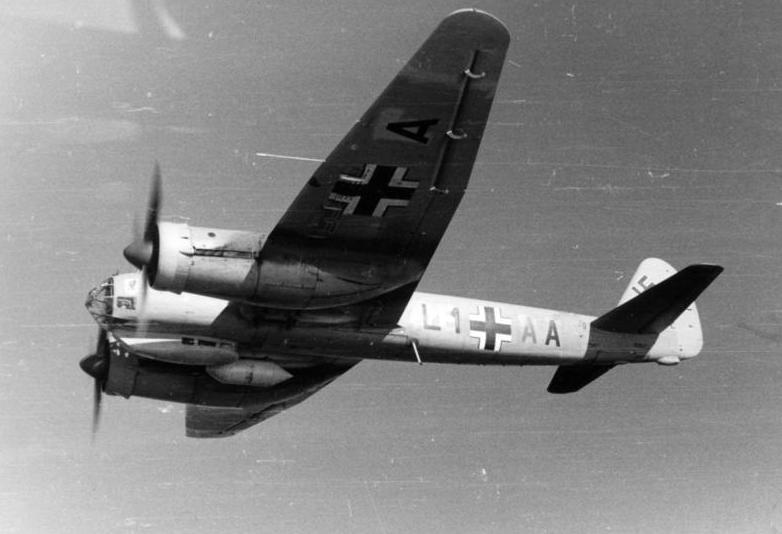
Ju 88

Утром 4 октября 1942 года с аэродрома около местечка Сеща Брянской области вылетел немецкий дальний разведчик Ju-88D-1, бортовой номер 1635 «T5+EL», 3-й эскадрильи Aufkl.Gr.Ob.d.L., находившейся в оперативном подчинении авиационного командования «Ост», отвечавшего за центральный сектор Восточного фронта.
Экипаж «Юнкерса» состоял из наблюдателя обер-фельдфебеля Ойгена Пфау (E. Pfau), пилота унтер-офицера Вернера Шайделя (W. Seidel), бортстрелка фельдфебеля Aртура Шлёсса (Schlesz A.), радиста фельдфебеля Х. Мейера (Meyer H.). Заданием был пролёт над Пензенской железнодорожной веткой до Куйбышева и очередная разведка Сызранского моста через Волгу. Ранее немецкие разведчики уже неоднократно выполняли подобные миссии. Только в июле — августе 1942 года Куйбышевский дивизионный район ПВО зафиксировал 39 самолётов противника, все из которых вернулись на базу.
При пролёте Кузнецка самолёт был обнаружен звукоуловителями 22-го отдельного батальона Войск воздушного наблюдения, оповещения и связи (ВНОС), о чём было доложено в штаб ВНОС, базировавшийся в Сызрани. В 9:20 с сызранского аэродрома на перехват вылетело звено МиГ-3 под командованием лейтенанта Стрельцова в составе лётчиков Бакулина и Шутова.

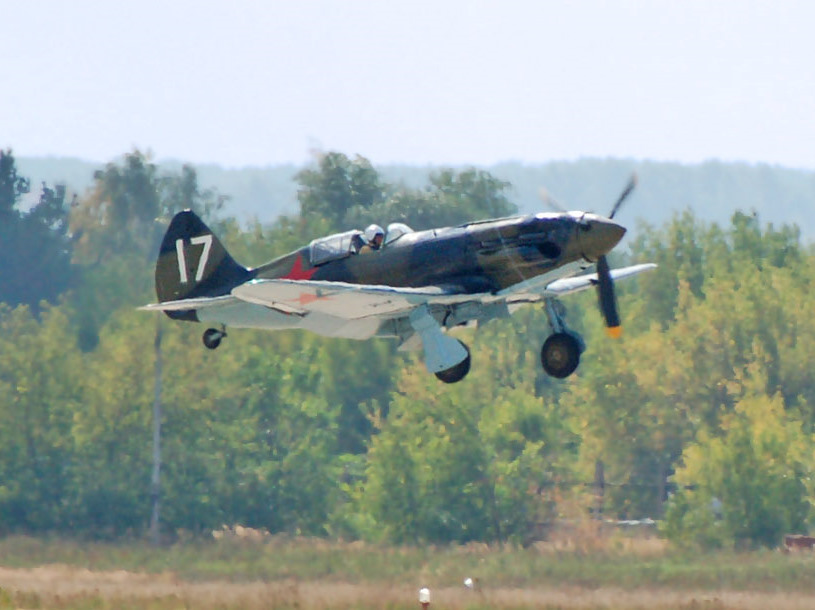
МиГ-3

В 9:43 вражеский самолёт был обнаружен, в ходе атаки истребители быстро, но безрезультатно израсходовали весь боезапас, стрелку Ju-88 удалось повредить один из истребителей. Самолеты Стрельцова и Бакулина ушли на снижение на аэродром, а Николай Шутов продолжал преследовать вражеский бомбардировщик. Немецкий лётчик, пикируя, пытался оторваться от преследования, так как на низких высотах маневренность советского МиГ-3 резко снижалась, но на выходе из пике бомбардировщик был протаранен истребителем Шутова.
Немецкие лётчики стали выпрыгивать из повреждённого самолёта с парашютами, самолёт упал в районе села Муратовка. Местные жители, ставшие свидетелями воздушного боя, организовали поиски вражеских лётчиков и пилот и бортстрелок попали в плен. Судьба остальных членов экипажа осталась неизвестной, вероятно, они погибли вместе с самолётом. Наблюдатель немецкого самолета, О. Пфау, 20 октября 1942 года был награждён Немецким крестом в золоте.
Самолёт Шутова разбился о землю вместе с пилотом. Это был 27 вылет и второй воздушный бой лётчика. Указом Президиума Верховного Совета СССР от 14 февраля 1943 года он был награждён орденом Ленина № 459568 посмертно.
Сбитый Шутовым вражеский самолёт оказался единственным, уничтоженным в Куйбышевской области, после тарана активность немецкой авиаразведки в регионе резко сократилась.

## Память
- Девятиклассник Александр Горланов, видевший произошедшее, впоследствии стал директором Баклушинской средней школы и открыл в ней музей, посвящённый последнему бою Николая Шутова[1]. В 1972 году учащиеся школы обратились с призывом к пионерам и комсомольцам Павловского района собрать средства для строительства памятника Николаю Шутову. 9 мая 1975 года на открытой площадке между Баклушами и Муратовкой был открыт монумент в виде факела[9][10].

- Широкой публике события октября 1942 года долгое время оставались малоизвестными. В начале 1980-х годов доцент Саратовской высшей партийной школы Дмитрий Ченакал обнаружил в архивах сведения о воздушном таране сержанта Шутова. В 1984 году вышла книга «Трудящиеся Поволжья фронту», одним из авторов которой был Ченакал. В ней впервые широко освещался воздушный бой Шутова[1].

- 22 июня 2007 года в память о подвиге лётчика был установлен обелиск у Александровского моста в Октябрьске.
- 4 октября 2012 года была открыта мемориальная плита, посвящённая подвигу Шутова, в Сызрани. Ежегодно проходят мероприятия, посвящённые подвигу[1].

- В родном селе Николая Шутова в 1975 году его именем была названа улица, а 1 сентября 2005 года открыта мемориальная доска на здании школы[11].
- Орден Ленина, которым был награждён Шутов, хранится в краеведческом музее Сызрани[1][11].
- В Ульяновском областном краеведческом музее хранится остов кресла немецкого пилота со сбитого Шутовым бомбардировщика[2].
- Николай Шутов был похоронен в Сызрани[2], на старом кладбище. В 1956 году кладбище было закрыто, позднее повреждено оползнем. В 1985 году вместе с другими похороненными военными Шутов был перезахоронен в братской могиле мемориального комплекса Сызранского кремля[12][13].